# 凯涅里
凯涅里，是匈牙利沃什州所辖的一个村，总面积33.96平方公里，总人口850，人口密度25.0人/平方公里（2010年1月1日）。